# Honji suijaku
Il termine honji suijaku o honchi suijaku (本地垂迹?) nella terminologia religiosa giapponese fa riferimento a una teoria ampiamente accettata fino al periodo Meiji secondo cui le divinità buddiste indiane scelsero di apparire in Giappone come kami nativi per convertire e salvare più facilmente i giapponesi. La teoria afferma che alcuni kami (ma non tutti) sono manifestazioni locali (del suijaku (垂迹?), lett. una "traccia") delle divinità Buddiste (i honji (本地?), lett., "terreno originale"). Le due entità formano un intero indivisibile chiamato gongen e in teoria dovrebbero avere uguale stato, ma ciò non è sempre vero. Nel primo periodo di Nara, ad esempio, l'honji era considerato più importante e solo in seguito i due vennero considerati uguali. Durante il tardo periodo Kamakura fu persino proposto che i kami fossero le divinità originarie e i buddha le loro manifestazioni (vedere la sezione Honji suijaku invertito sotto).
La teoria non fu mai sistematizzata, ma nondimeno è divenuta molto pervasiva e influente. È considerata la chiave di volta del shinbutsu-shūgō (armonizzazione delle divinità buddiste e kami giapponesi). L'Honji suijaku è stato spesso visto come simile all'interpretatio Romana promossa nell'antichità da studiosi come Tacito, i quali sostenevano che le divinità "barbare" fossero solo le manifestazioni straniere delle divinità romane o greche.
Il termine honji suijaku stesso è un esempio nella pratica giapponese del yojijukugo, una combinazione di quattro caratteri che possono essere letti in maniera letterale o simbolica.

## Storia

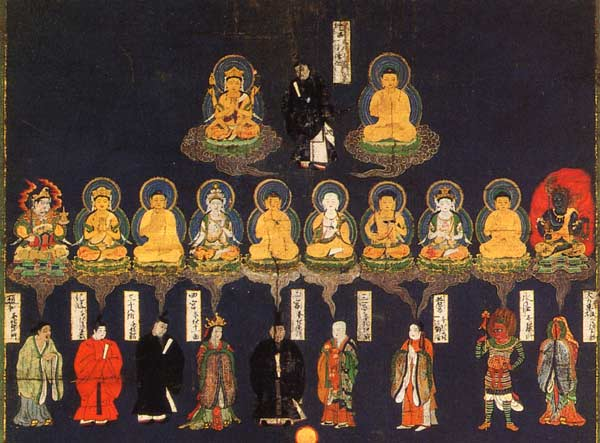
Un mandala che mostra le divinità buddiste e le loro controparti kami

I primi monaci buddisti non dubitavano dell'esistenza dei kami, ma li consideravano inferiori ai loro buddha. Le divinità indù avevano avuto la stessa accoglienza: erano considerate non illuminate e prigioniere del saṃsāra. Le rivendicazioni di superiorità buddiste, tuttavia, incontrarono resistenza; i monaci hanno cercato di superarle integrando deliberatamente i kami nel loro sistema. I buddisti giapponesi volevano in qualche modo dare ai kami lo stesso status. Furono sviluppate diverse strategie per attuarlo e utilizzate, una di queste era la teoria dell'honji suijaku.
L'espressione è stata originariamente sviluppata in Cina e usata dai Buddisti Tendai per distinguere una verità assoluta dalla sua manifestazione storica (per esempio, il Buddha eterno dal Buddha storico, o il Dharma assoluto dalle sue forme storiche, il primo è l'honji, il secondo il suijaku). Il termine fa la sua prima apparizione con questo significato nell'Eizan Daishiden, un testo che si ritiene sia stato scritto nell'825. La teoria dell'honji suijaku venne applicata ai buddha e ai kami, con il suo primo uso datato al 901, quando l'autore del Sandai Jitsuroku afferma che "i mahasattva (buddha e bodhisattva) si manifestano a volte come re e talvolta come kami." La dicotomia era applicata alle divinità solo in Giappone e non, per esempio, in Cina.
Una spiegazione diversa ma equivalente, l'idea che le divinità buddiste scelgono di non mostrarsi come sono, ma si manifestano come kami, è stata espressa in una forma poetica con l'espressione wakō dōjin (和光同塵?), il che significava che per aiutare gli esseri senzienti, le divinità "oscuravano il loro splendore e diventavano identiche alla polvere del mondo profano." La loro luminosità sarebbe altrimenti tale da distruggere i semplici mortali.
Nel X e XI secolo ci sono numerosi esempi di divinità buddiste in associazione ai kami: le divinità sono di solito Kannon, Yakushi, Amida o Shaka Nyorai. L'associazione tra di loro era di solito fatta dopo un sogno o una rivelazione fatta ad un famoso monaco, poi registrata nei registri di un tempio o di un santuario. A quel punto, i kami in Giappone erano universalmente intesi come la forma presa dai buddha per salvare gli esseri umani, cioè le manifestazioni locali dei buddha universali. All'inizio del periodo Kamakura le associazioni erano solidamente codificate nei grandi templi o santuari. La frequenza della pratica è attestata dal kakebotoke (懸仏?), o "Buddha appesi", trovati in molti grandi santuari - specchi metallici che portano sul davanti l'effigie del kami del santuario e sul retro la relativa divinità buddista. Il nome mostra in fatto che di solito sono appesi al muro esterno di un santuario.
Mentre la teoria si diffondeva gradualmente nel paese, il concetto di gongen ("manifestazione provvisoria", definita come un Buddha che sceglie di apparire ai giapponesi come kami) ebbe un'evoluzione. Uno dei primi esempi di gongen è il famoso Hie Sannō Gongen (山王権現?). Sotto l'influenza del Buddismo Tendai e dello Shugendō, il concetto di gongen fu adattato, ad esempio, alle credenze religiose legate al Monte Iwaki, un vulcano, per cui la kami femminile Kuniyasutamahime divenne associata a Jūichimen Kannon Bosatsu (Kannon con undici volti), kami Ōkuninushi con Yakushi Nyorai e Kunitokotachi no Mikoto con Amida Nyorai.

## Pratica
Il paradigma dell'honji suijaku è rimasto un tratto distintivo della vita religiosa giapponese fino alla fine del periodo Edo. Il suo uso non era limitato alle divinità, ma era spesso esteso anche a figure storiche come Kūkai e Shōtoku Taishi. Si sosteneva che questi particolari esseri umani fossero manifestazioni kami, che a loro volta erano manifestazioni del buddha. A volte la divinità coinvolta non era buddista. Questo poteva accadere perché la teoria non è mai stata formalizzata e consisteva sempre in eventi separati, in genere basati su particolari credenze di un tempio o di un santuario.
Nulla era stato risolto: una divinità poteva essere identificata sia come honji che come suijaku in diverse parti dello stesso santuario, e diverse identificazioni potevano essere ritenute vere allo stesso tempo e luogo. La situazione religiosa durante il Medioevo era confusa. Gli storici hanno cercato di concentrarsi sui riformatori di quell'epoca con una visione chiara e con poco interesse per le questioni dei kami perché sono più facili da comprendere. La teoria era in definitiva benefica per il kami, che passò dall'essere considerato un estraneo non illuminato a forme reali assunte da divinità importanti. La massima espressione di questo cambiamento è il Ryōbu Shintō, in cui divinità e kami buddisti sono indivisibili ed equivalenti come i due lati di una moneta.
L'uso del paradigma honji suijaku non era limitato alla religione - aveva importanti conseguenze per la società in generale, la cultura, l'arte e persino l'economia. Il buddismo, ad esempio, vietava la pesca, la caccia e l'agricoltura perché comportava l'uccisione di esseri viventi (insetti, talpe e simili nel caso dell'agricoltura), ma il concetto di honji suijaku permetteva alle persone di annullare il divieto. Se uno ha pescato per se stesso, il ragionamento è opportuno, sei stato colpevole e dovresti andare all'inferno. Tuttavia, se la cattura è stata offerta a un kami che era una nota emanazione di un buddha, il gesto aveva un evidente valore karmico ed era ammissibile. L'idea ha permesso di vietare l'attività economica individuale, e quindi incontrollata. Applicata com'era a tutte le principali attività economiche, questa interpretazione dell'honji suijaku permise un controllo completo del dissenso popolare.
Quanto importante fosse il concetto può essere compreso da come l'idea che alcuni fenomeni locali possano essere in qualche modo legati ad un oggetto assoluto e sacro trovò ampia applicazione nei periodi medievale e all'inizio dell'era moderna. Si diceva spesso che le terre del tempio in Giappone erano emanazioni locali di paradisi buddisti o che il lavoro di un artigiano fosse una delle azioni sacre di un Buddha indiano.

## Arte

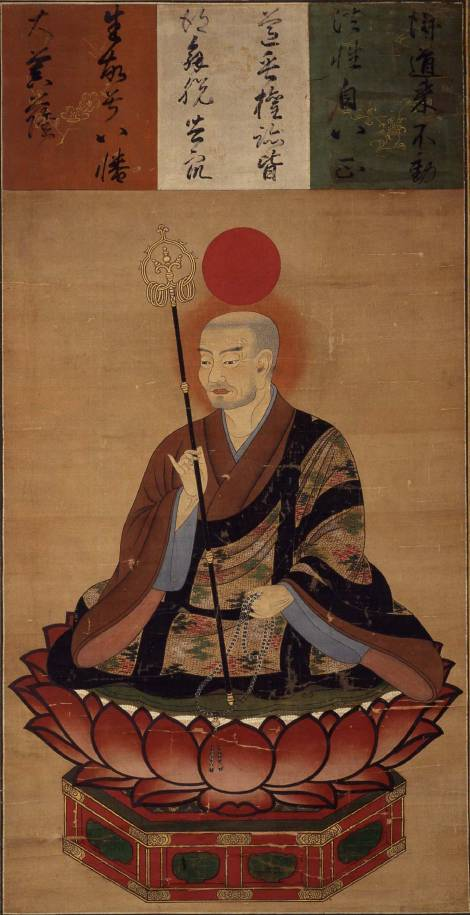
Kami Hachiman in abbigliamento buddista

Il paradigma honji suijaku trovò ampia applicazione nell'arte religiosa con il Honji Suijaku Mandara (本地垂迹曼荼羅?) o Songyō Mandara (尊形曼荼羅?). L'Honjaku Mandara (本迹曼荼羅?) (vedi l'immagine sopra) mostra delle divinità buddiste con le loro controparti kami, mentre il Honjibutsu Mandara (本地仏曼荼羅?) mostra solo divinità buddiste, e il Suijaku Mandara (垂迹曼荼羅?) mostra solo kami.
Sōgyō Hachiman (僧形八幡?), o "Hachiman in abbigliamento sacerdotale" è una delle divinità sincretiche più popolari. Il kami viene mostrato vestito da sacerdote buddista ed è considerato il protettore delle persone in generale e dei guerrieri in particolare. Dall'ottavo secolo in poi, Hachiman fu chiamato Hachiman Daibosatsu, o Grande Bodhisattva Hachiman. Il fatto che sia vestito come un prete buddista probabilmente ha lo scopo di indicare la sincerità della sua conversione al buddismo. Entro il XIII secolo, altri kami sarebbero stati ritratti in abiti buddisti.

### Shintōshū
Lo Shintōshū è un libro in dieci volumi che si ritiene risalga al periodo Nanboku-chō (1336–1392). Illustra con racconti sui santuari la teoria honji suijaku. Il punto comune dei racconti è che, prima di reincarnarsi come kami tutelare di un'area, un'anima deve prima nascere e soffrire come essere umano. La sofferenza è causata principalmente dalle relazioni con i parenti, specialmente le mogli o i mariti.
Il libro ha avuto una grande influenza sulla letteratura e le arti.

## L'inversione
L'interpretazione dominante della relazione buddha-kami venne messa in discussione da ciò che gli studiosi moderni chiamano l'honji suijaku invertito (反本地垂迹?, han honji suijaku) o paradigma shinpon butsujaku (神本仏迹?), una teologia che ha invertito la teoria originale e ha dato la massima importanza al kami. I sostenitori della teoria credevano che, mentre quelli che hanno raggiunto la buddità hanno acquisito l'illuminazione, un kami brilla di propria luce. La dottrina fu inizialmente sviluppata dai monaci Tendai, e la sua prima formulazione completa è attribuita a Jihen, un monaco legato al grande santuario di Ise che fu più attivo intorno al 1340. Nel primo fascicolo del Kuji hongi gengi sostenne che, all'inizio, il Giappone aveva solo kami e che solo in seguito i buddha vi subentrarono. Egli credeva che per questo motivo ci fosse stata una decadenza nella morale del paese e che un mondo dove il kami dominato sarebbe presto riapparso. Nel quinto fascicolo della stessa opera, ha paragonato il Giappone a un seme, la Cina a un ramo e l'India a un fiore o frutto. Proprio come i fiori che cadono e ritornano alle radici, l'India era tornata alle sue radici, i kami erano gli honji e i buddha le loro manifestazioni.
Yoshida Kanetomo è stato influenzato da queste idee e le ha portate oltre, facendo una netta rottura con il passato, diventando il creatore dello Yoshida Shintō e portando l'inverso honji suijaku alla maturazione.
Mentre di solito si afferma che l'inverso honji suijaku fosse una reazione dei culti nativi al dominio del buddismo, esso proveniva anche dall'intellettualismo buddista. La teoria non è di per sé anti-buddista e non mette in discussione l'esistenza dei buddha ma cerca semplicemente di invertire l'ordine stabilito di importanza tra kami e buddha. Perché i buddisti dovrebbero sviluppare una tale teoria a scapito delle loro stesse divinità non è chiaro, ma è possibile che sia stato sviluppato da monaci dei santuari, o shasō, che si sono presi cura della parte del santuario dei complessi del tempio-santuario per migliorare il loro status.